# حسن شحاتة
حسن حسن شحاتة (ولد في 19 يونيو 1947) هو لاعب كرة قدم مصري سابق ومدرِّب حالي. لعب لنادي الزمالك ويُعد أحد رموزه. كما لعب لناديي كاظمة والعربي وحاز جائزة أفضل لاعبٍ في آسيا عام 1970. كما لعب للمنتخب المصري. يُعتبر أحد أهم اللاعبين المصريين علي الإطلاق. اعتزل مطلع عام 1983. عمل شحاتة في مجال التدريب فور اعتزاله وسجل نجاحات مع العديد من الأندية المصرية، ونجح في التتويج بلقب بطولة أفريقيا لعام 2003 مع منتخب مصر للشباب. ثم حقَّق العديد من الإنجازات الهامّة خلال تدريبه للمنتخب المصري من 2004 إلى 2011، إذ يُعدّ أطول من شغل هذا المنصب في تاريخ المنتخب المصري، وقاد المنتخب المصري لإحراز كأس الأمم الأفريقية ثلاث مرات متتالية في أعوام 2006 و2008 و2010، وبذلك يصبح المدرب الوحيد الذي استطاع إحراز 3 بطولات متتالية.
مع حسن شحاتة أصبح المنتخب المصريُّ أكثَرَ منتخب إفريقي حاز كأس الأمم الأفريقية بسبعة ألقاب. صعد شحاتة بالمنتخب المصري إلى المركز التاسع في تصنيف الاتحاد الدولي لكرة القدم (فيفا)، وهو ثاني أفضل تصنيف لمنتخبات أفريقيا، كما حصل شحاتة على جائزة الكاف لأفضل مدرب في إفريقيا لعام 2008. وصنف كأفضل مدرب في أفريقيا عام 2010 في ترتيب الاتحاد الدولي لتاريخ وإحصاءات كرة القدم الاتحاد الدولي لتاريخ وإحصاءات كرة القدم وجرى اختياره ضمن أفضل 5 مدرِّبين في تاريخ القارة الأفريقية.
كلاعب، يعتبر شحاتة على نطاق واسع الأفضل في جيله. يعتبر أحد أعظم لاعبي كرة القدم المصريين على الإطلاق. وسجل بعض الأهداف التي لا تنسى والتي عاشت في ذاكرة الجماهير. وتعتبر الأغاني والأناشيد التي رددتها الجماهير باسمه خالدة في ذاكرة عشاق كرة القدم في مصر. بدأ شحاتة مسيرته الكروية في الزمالك، ولعب طوال مسيرته في مصر في القلعة البيضاء. لقد كان هدافًا غزير الإنتاج ويعتبر أحد أفضل هدافي الزمالك على الإطلاق. علي الرغم من عدم فوزه بكأس الأمم الأفريقية مع مصر كلاعب وحصوله على الميدالية البرونزية فقط في نسخة 1974، إلا أنه كمدرب تمكن من الفوز باللقب ثلاث مرات متتالية، ليصبح المدير الفني الوحيد الذي حقق هذا الإنجاز. وذكر في تصريحات صحفية أنه فخور بانتمائه لنادي الزمالك، وأكد أنه قضى أفضل أيام حياته داخل القلعة البيضاء، وارتبط بلاعبين رائعين خلال مسيرته كلاعب في الفريق. وأشار شحاتة إلى أنه فخور جدًا بجماهير الزمالك التي صنعت الشهرة والنجومية لجميع اللاعبين الذين لعبوا للنادي طوال تاريخه الطويل، وأنه يعتبر جماهير الزمالك هي اللاعب رقم واحد في المنظومة، ولم يختلف دعمهم للفريق على مر التاريخ.
عمل شحاتة في مجال التدريب فور اعتزاله وسجل نجاحات مع العديد من الأندية المصرية، ونجح في التتويج بلقب بطولة أفريقيا لعام 2003 مع منتخب مصر للشباب. ثم حقَّق العديد من الإنجازات الهامّة خلال تدريبه للمنتخب المصري من 2004 إلى 2011، إذ يُعدّ أطول من شغل هذا المنصب في تاريخ المنتخب المصري، وبنجاح شحاتة أصبح المنتخب المصريُّ أكثَرَ منتخب إفريقي حاز كأس الأمم الأفريقية بسبعة ألقاب، والوحيد الذي استطاع إحراز 3 بطولات متتالية. كما صعد بالمنتخب المصري إلى المركز التاسع في تصنيف الاتحاد الدولي لكرة القدم (فيفا)، وهو ثاني أفضل تصنيف لمنتخبات أفريقيا. كما حصل شحاتة على جائزة الكاف لأفضل مدرب في إفريقيا لعام 2008. وصنف كأفضل مدرب في أفريقيا عام 2010 في ترتيب الاتحاد الدولي لتاريخ وإحصاءات كرة القدم الاتحاد الدولي لتاريخ وإحصاءات كرة القدم وجرى اختياره ضمن أفضل 5 مدرِّبين في تاريخ القارة الأفريقية.

## نشأته وحياته
ولد حسن شحاتة في 19 يونيو 1947 في مدينة كفر الدوار بـمحافظة البحيرة في أسرة رياضية، وبدأ يمارس الكرة منذ كان في سن العاشرة وهو طالب في المدرسة الابتدائية بكفر الدوار، ثم في مدرسة صلاح سالم الثانوية التجارية. انضم حسن شحاتة في طفولته لنادي كفر الدوار، أحد أندية الدرجة الثانية في ذلك الوقت.
حسن شحاتة حاليا متزوج ولديه من الأبناء: إسلام وكريم (الذي يعمل في مجال الإعلام).

## مسيرته لاعبًا

### الزمالك
بعد مباراته التجريبية مع منتخب بحري ضد المنتخب القومي عرض عليه محمد حسن حلمي مدير الفريق القومي الانضمام للزمالك وهو ما تم. ونجح شحاتة في أول مباراة له مع نادي الزمالك، أقيمت في نوفمبر 1966، في إحراز 3 أهداف ليفوز الزمالك 4-0.

### كاظمة الكويتي

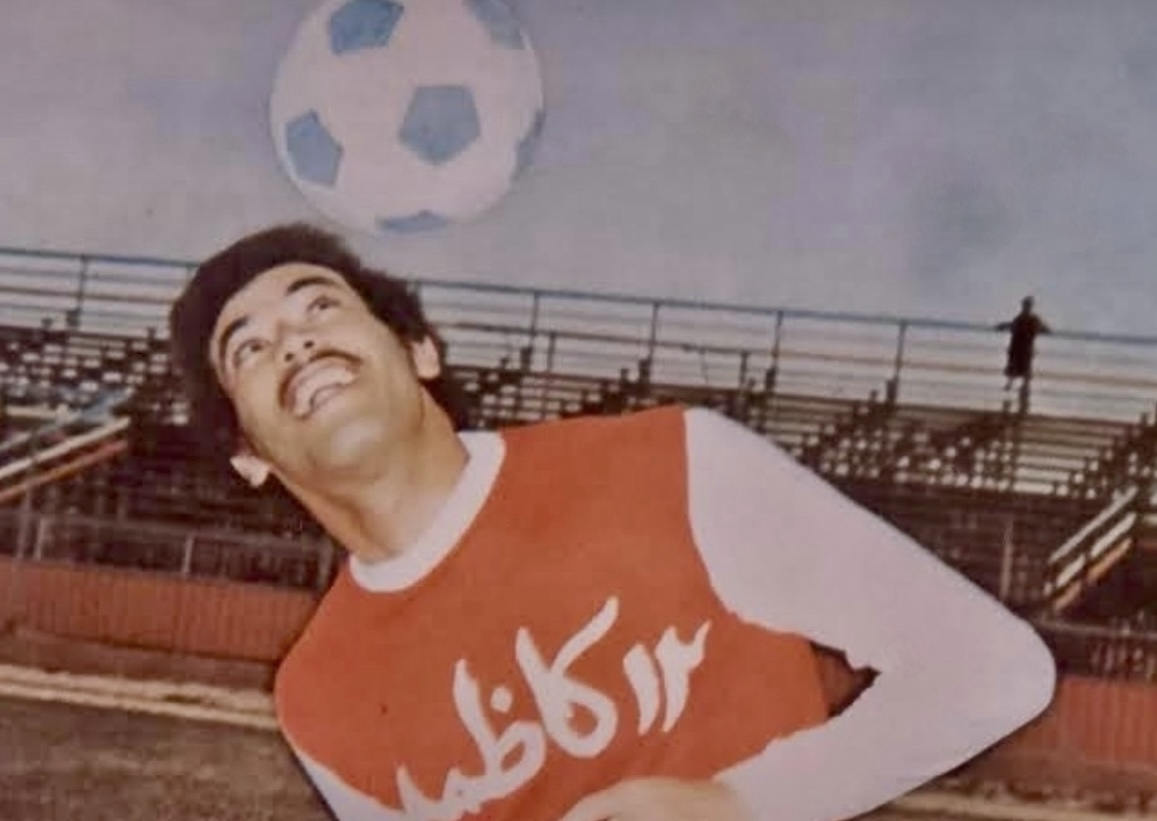
حسن شحاتة حينما كان يلعب في نادي كاظمة الكويتي عام 1970

وبعد اندلاع حرب 1967، توقفت المسابقة المحلية في مصر فانضم شحاتة لنادي كاظمة الكويتي. حقق عدة نجاحات في الكويت منها حصوله على لقب أحسن لاعب في آسيا 1970 وبذلك يعد شحاتة اللاعب الوحيد الذي حصل على لقب أفضل لاعب في قارة غير قارته الأصلية. كما جرى تجنيده بالقوات المسلحة الكويتية وشارك مع المنتخب الكويتي في كأس العالم العسكرية لكرة القدم ببانكوك في تايلاند، كما شارك مع المنتخب القومي الكويتي في البطولة الآسيوية. وسجل شحاتة إجمالي 85 هدفا لكاظمة في جميع المسابقات. لديه أيضًا فترة قصيرة مع النادي العربي وسجل معهم 3 أهداف في دوري أبطال آسيا. حصل شحاتة علي لقب هداف الدوري الكويتي لثلاث مرات في مواسم 1969–70، 1970–72، 1971–72.

### العودة للزمالك

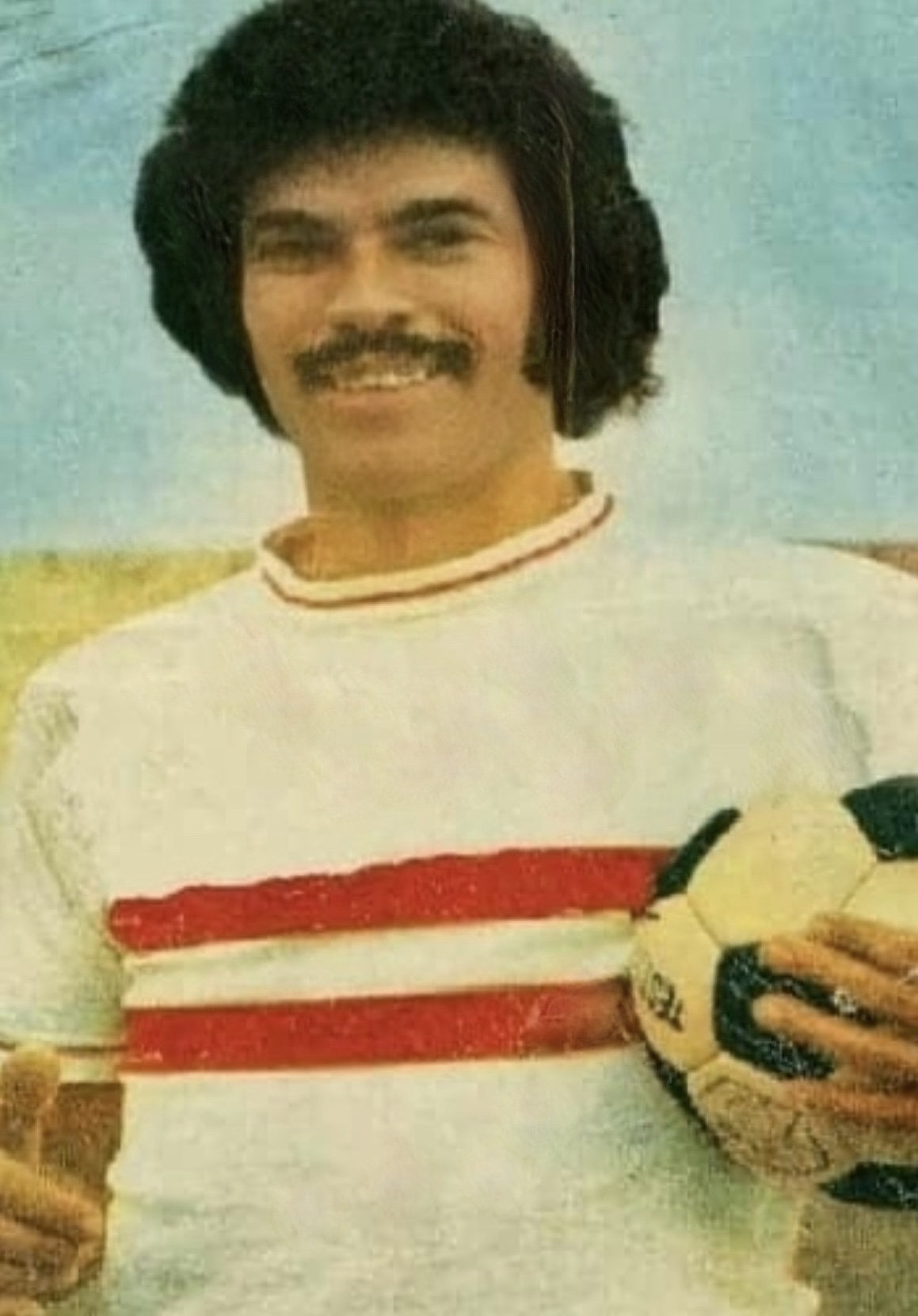
حسن شحاتة مع نادي الزمالك في 1973

عاد شحاتة لمصر في عام 1973 ليستكمل مسيرته مع الزمالك. وخلال وجوده لاعبا بين صفوف نادي الزمالك حصل على كأس أكتوبر (أقيمت بديلا للدوري المصري بسبب حرب أكتوبر) في موسم 1973–74 وكان هداف البطولة برصيد 9 أهداف، كما فاز مع الزمالك بلقب الدوري المصري مرة واحدة في موسم 1977–78 وكأس مصر ثلاث مرات في مواسم 1974–75 و1976–77 و1978–79.
وكان حسن شحاتة من جيل أعتُبِر سيئ الحظ في الكرة المصرية، لإلغاء الأنشطة الكروية من عام 1967 إلى عام 1972 بسبب حرب 1967 وحرب الاستنزاف. سافر للعب في الكويت وعمره 20 عاما وعاد إلى مصر ليبدأ مشواره مع الزمالك وعمره 26 عاما، إلا أنه تمكن من إحراز 77 هدفا في الدوري المصري، وعشرة أهداف في كأس مصر، وستة أهداف لنادي الزمالك في بطولات إفريقيا وتسعة أهداف في كأس أكتوبر بمجموع 102 هدف في كل المسابقات. حصل حسن شحاتة علي لقب هداف الدوري المصري الممتاز مرتين. رغم إحرازه ثلاثة أهداف في ديربي القاهرة إلا أنه قد اشتهر بالهدف الذي أحرزه في إحدى مباريات القمة بين فريقي الزمالك والأهلي والذي تم إلغاؤه ليكون أغرب هدف يلغى للاعب بداعي تسلل. وقال حسن شحاتة عن هذه الحادثة؛ "هذا الهدف كان موضع جدل كبير في الفيفا. ثلاثة لاعبين من الأهلي غطوا تسللا وهم ماهر همام وحسام البدري ومجدي عبد الغني. هذا الهدف لا يمكن نسيانه أبدا". يُعتبر شحاتة لاعبا هاماً للفريق، وأطلقت عليه جماهير نادي الزمالك ووسائل الإعلام المصرية لقب "المَعلِّم" وهم يرددون الأغاني على موهبته في تسجيل الأهداف. من أشهر الهتافات في تاريخ كرة القدم المصرية والذي اعتادت الجماهير الزملكاوية ترديده كان «يا شحاتة يا معلم خلي الشبكة تتكلم»، نداء طالما ردده جمهور الزمالك، ممتنًا لنجمه الكبير والوفي الذي يدعوه لتسجيل المزيد، وكاد هذا الهتاف أن يكون كافيًا له للتسجيل. كان هداف الدوري المصري الممتاز في موسمي 1976-77 و1979-80.

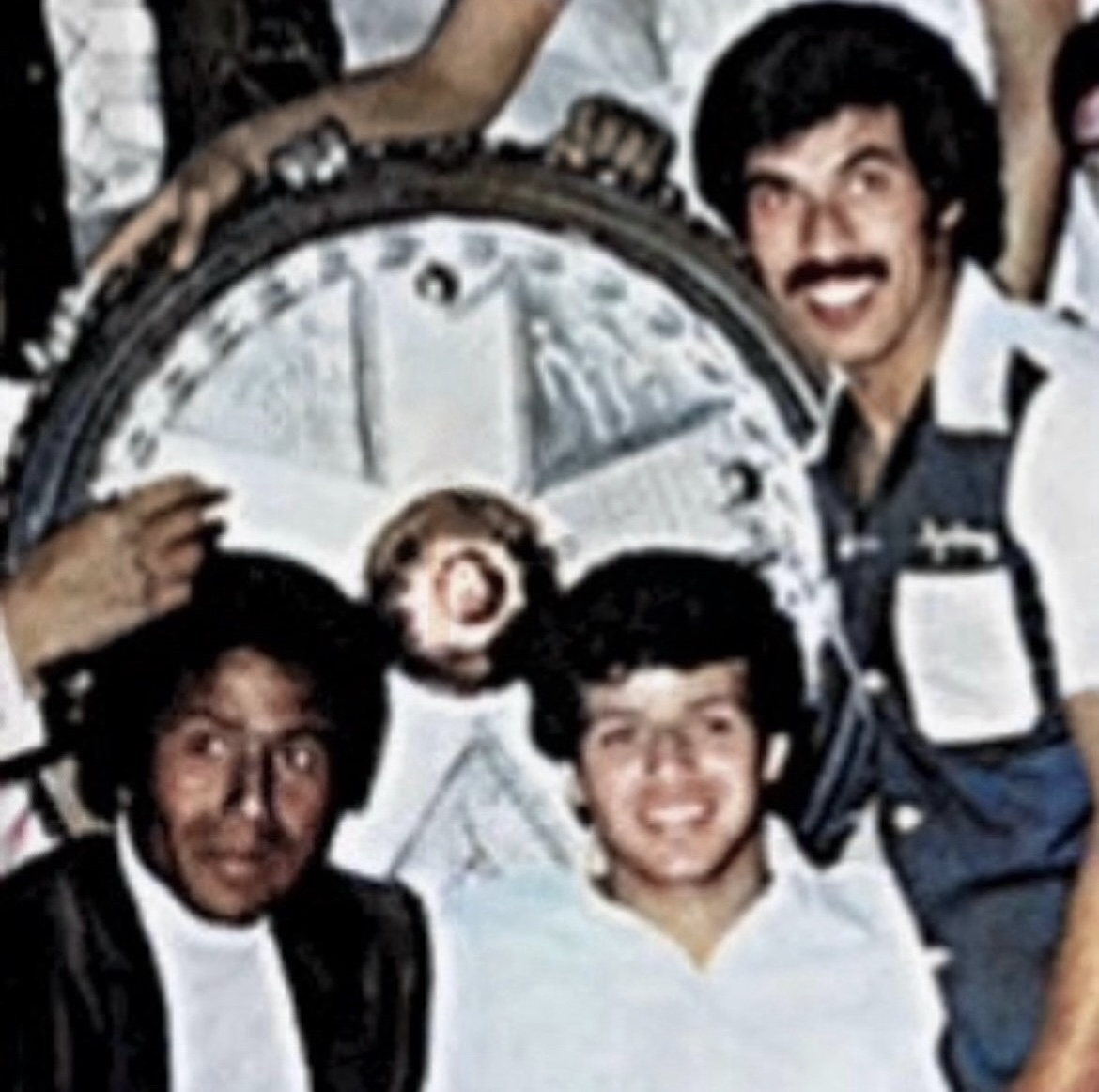
شحاتة (يمين) مع محمد صلاح وطه بصري في صورة مع درع الدوري المصري الممتاز في 1978

في عام 1980، علم حلمي زامورا مدرب المنتخب المصري السابق لكرة القدم عندما أحضر حسن شحاتة إلى الزمالك في عام 1966، وكان رئيسًا لنادي الزمالك آنذاك، وقتها أن شحاتة قد قرر اعتزال كرة القدم، لكنه كان يري أن الفريق يحتاجه للبقاء، وفشلت كل محاولات إقناعه بالتراجع، فاتخذ القرار. وأقيم مهرجان اعتزال ضخم في ستاد القاهرة، ولعب شحاتة مباراة اعتزاله أمام الأهلي في 23 سبتمبر 1980. وشهدت حضورًا جماهيريًا كبيرًا، وحضرها نجوم السينما المصرية ومشاهير المجتمع المصري. وفي نهاية ذلك اليوم، وقع عقدًا لتدريب فريق تحت 20 عامًا بنادي الوصل الإماراتي، وسافر إلى الإمارات لبدء عمله الجديد، وبعد شهر عاد إلى القاهرة لإحضار عائلته إلى الإمارات. علم رئيس نادي الزمالك بعودة حسن شحاتة إلى القاهرة، فأرسل أحد الأشخاص لدعوته لحفلة شاي لتوديعه قبل عودته إلى دبي. وصل شحاتة في الموعد المحدد، ليجد الآلاف من جماهير النادي تهتف له وتتوسل إليه للبقاء في الملعب، وانهمرت دموعه، وفي هذه اللحظة أعلن حلمي زامورا: "أبلغني حسن شحاتة أنه قرر العودة للعب استجابة لمطالب جماهير الزمالك". لم يعلق شحاتة على الأمر، ووافق على اللعب موسمًا آخر، لكنه لعب موسمين واعتزل في منتصف الموسم الثالث، وكان لا يزال في حالة جيدة وجاهزًا للعب مواسم أخرى. سجل 10 أهداف في جميع المسابقات في موسمه الأول بعد عودته من التقاعد، بإجمالي ما يقرب من 20 هدفًا في موسمين ونصف تقريبًا.
وفي موسم 1980-81، شارك مباشرة في ديربي القاهرة بعد عودته من الاعتزال وقاد فريقه للفوز على الأهلي بنتيجة 2-0 في مباراة الدوري التي أقيمت على ستاد القاهرة. وفي نفس الموسم، إحدي المباريات التي تُعبر عن انتماء حسن شحاتة لقميص نادي الزمالك كانت في موسم 1980–81، التقى الزمالك مع نادي المنيا في الدوري يوم 26 يناير 1981 على ستاد القاهرة، وأطلق على المنيا لقب "بعبع" صعيد مصر. وسجلوا هدفا في الزمالك وبعد هدفهم لعبوا مباراة دفاعية للحفاظ على المرمى. وتصدى حارس المرمى لثلاث كرات متتالية من حسن شحاتة، وارتطمت تسديدة أخرى من شحاتة بالعارضة. كانت مباراة بين شحاتة والمنيا، كل تسديدات الزمالك كانت من حسن شحاتة. لكنه سجل أخيرًا رأسية وأدرك التعادل لفريقه، بل ومزق قميصه أثناء الاحتفال. كان وفيا للزمالك ولعب من أجل اسمه ومن أجل جماهيره. في أواخر عام 1982 قرر شحاتة اعتزال كرة القدم، وتم إعداد مهرجان آخر لاعتزاله في مطلع عام 1983 حضره مشاهير وممثلين وكتاب وآلاف من الجماهير الذين ودعوا النجم الأسطوري في ستاد القاهرة.

### الفريق القومي

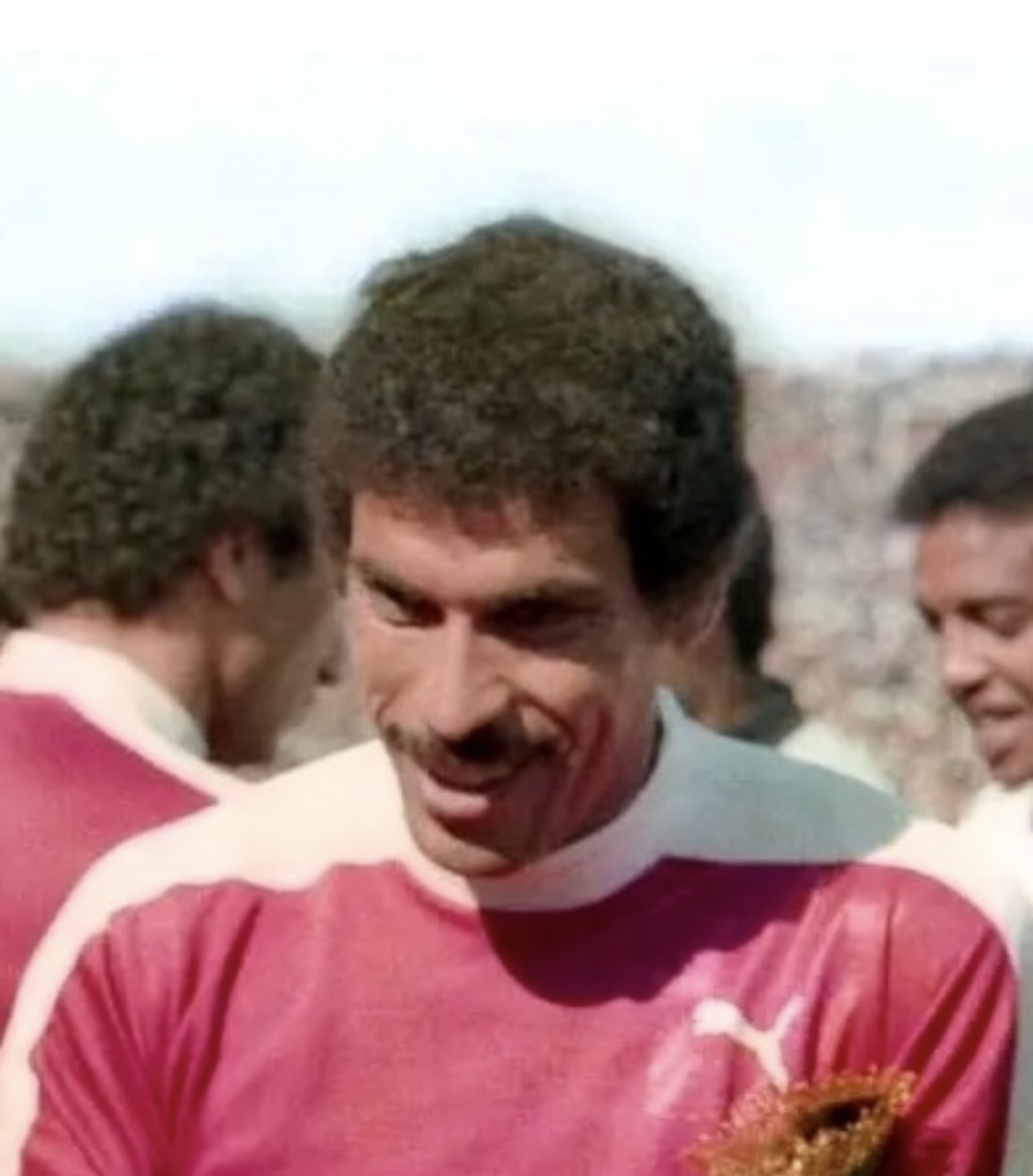
كابتن منتخب مصر حسن شحاتة في تصفيات كأس العالم ضد المغرب في الدار البيضاء، أبريل 1981

على المستوى الدولي، انضم شحاتة إلى المنتخب المصري في 1969 حيث كانت مباراته الدولية الأولى هي مباراة ودية أمام ليبيا والتي فازت بها مصر بهدف نظيف أحرزه حنفي هليل وصنعه شحاتة. في دورة الألعاب الأفريقية 1973 في لاغوس، سجل شحاتة في مرمى نيجيريا في نصف النهائي حيث فازت بلاده بالميدالية البرونزية بعد فوزها على غانا في مباراة تحديد المركز الثالث. في عام 1974، كانت مصر تستضيف كأس الأمم الأفريقية، وسجل هدفين في مباراة تحديد المركز الثالث ضد الكونغو، واحتل منتخب مصر المركز الثالث في كأس الأمم الأفريقية 1974. حصل على لقب أفضل لاعب في البطولة.
في عام 1975، قاد منتخب بلاده للفوز بكأس فلسطين 1975 للمرة الثانية. سجل شحاتة ثلاثية في مرمى اليمن في دور المجموعات، وكان هداف البطولة برصيد 5 أهداف. قاد شحاتة منتخب بلاده في بطولة كأس الأمم الأفريقية 1976 في إثيوبيا، حيث احتلت مصر المركز الرابع، بعد الخسارة أمام نيجيريا بنتيجة 2–3 في مباراة تحديد المركز الثالث. وسجل هدفاً لا يُنسى للفراعنة في مرمى تونس في تصفيات كأس الأمم الأفريقية 1978 بتونس. في كأس الأمم الأفريقية 1980، كان شحاتة كابتن مصر في البطولة، وسجل هدفه الدولي الأخير ضد تنزانيا في دور المجموعات، واحتلت بلاده المركز الرابع. وسجل لمصر ما مجموعه 4 أهداف في كأس الأمم الأفريقية. آخر ظهور دولي لشحاتة كان ضد المغرب في 8 مايو 1981، في تصفيات كأس العالم 1982 في ستاد القاهرة. لعب مع منتخب مصر 52 مباراة دولية وسجل 14 هدفًا وكان لاعبا أساسيا طوال مسيرته الاحترافية. حصل شحاتة على المركز الثالث في جائزة أفضل لاعب أفريقي في تصويت مجلة فرانس فوتبول عام 1974. حصل شحاتة على جائزة «أفضل لاعب بمصر» عام 1976 وعلى «وسام الرياضة من الطبقة الأولى» في عام 1980. قرر حسن شحاتة الاعتزال في مطلع عام 1983.

## مسيرته مدربًا
عمل شحاتة في مجال تدريب فور اعتزاله اللعب، وكانت البداية مع ناشئي الزمالك دون 19 سنة. ثم اتجه لتدريب نادي الوصل الإماراتي في عام 1986 ثم المريخ المصري والشرطة العماني والاتحاد السكندري. ثم نجح في قيادة ثلاثة أندية مصرية (هي أندية المنيا والشرقية ومنتخب السويس) للصعود للدوري الممتاز من الدرجة الأدنى في الفترة ما بين 1996 وإلى 2000.

### منتخب مصر للشباب
قاد حسن شحاتة منتخب مصر للشباب للفوز بلقب بطولة أفريقيا لعام 2003 المقامة ببوركينا فاسو وهو ما أهل المنتخب للمشاركة في كأس العالم للشباب المقامة بدولة الإمارات العربية المتحدة. وقد أبلى المنتخب بلاء جيدا في كأس العالم إذ نجح في الصعود إلى دور الستة عشر بعد احتلال المركز الثالث في مجموعته. وكان الفريق قد حقق فوزا لافتا على نظيره الإنكليزي بهدف نظيف أحرزه عماد متعب. وفي دور الستة عشر، تعرض الفريق لخسارة على يد نظيره الأرجنتيني في الوقت الإضافي بعد تعادل 1-1 في وقت المباراة الأصلي. وبهذا أسدل الستار على مشاركة المنتخب بالبطولة.

### المقاولون العرب
قاد حسن شحاتة نادي المقاولون العرب، الذي كان لا يزال يلعب بدوري الدرجة الثانية، للفوز بكأس مصر عام 2004 بعد فوزه على الأهلي بنتيجة 2-1. وبذلك أصبح المقاولون أول فريق يلعب في الدرجة الثانية ويفوز بهذه البطولة. وكانت المباراة قد شهدت إصابة حارس الأهلي أمير عبد الحميد بكسر في أحد عظام ساقه غادر الملعب على إثره في الدقيقة 78 ليحرس مرمى الفريق المدافع شادي محمد بعد نفاد التبديلات، ثم نجح مهاجم المقاولون محمد فهيم في إحراز هدف الفوز في الدقيقة 89 من عمر المباراة.
ثم قاد شحاتة المقاولون للتويج بكأس السوبر المصرية لعام 2004 للمرة الأولى في تاريخه بعدما فاز على الزمالك بطل الدوري آنذاك بنتيجة 4-2.

## تدريب المنتخب المصري

### البداية
أقال الاتحاد المصري ماركو تارديلي المدير الفني لمنتخب مصر في 12 أكتوبر 2004 بعد تأزم موقف المنتخب في التصفيات الأفريقية المؤهلة إلى كأس العالم 2006 وانعدام أمله في التأهل إلى مونديال ألمانيا. ثم أعلن عصام عبد المنعم رئيس الاتحاد المصري في 28 أكتوبر 2004 تعيين شحاتة مديرا فنيا مؤقتا للمنتخب خلفًا لتارديلي.
ثم تحول العقد المؤقت لتعاقد نهائي في 13 يناير 2005 بعد صرف النظر عن التعاقد مع الألماني ثيو بوكير. وضم الجهاز الفني لشحاتة شوقي غريب مدربًا عامًا وحمادة صدقي مساعدا للمدرب وأحمد سليمان مدربًا لحراس المرمى وسمير عدلي مديرًا إداريًّا للفريق. وقد وجه إبراهيم محلب رئيس نادي المقاولون العرب انتقادات لاذعة للاتحاد المصري ورئيسه عصام عبد المنعم بسبب تعيينه لحسن شحاتة مديرا فنيا لمنتخب دون الرجوع إلى مجلس إدارة نادي المقاولون الذي يدربه شحاتة، ولا سيما أن الفريق كان ينافس على الصعود إلى الدوري الممتاز.
حقق المنتخب المصري عدة انتصارات ونتائج جيدة وديا مبكرا مع جهازه الفني الجديد بقيادة شحاتة مما أعاد ثقة الجماهير في منتخبهم. بدأها المنتخب المصري بالتعادل الإيجابي بهدف لمثله أمام المنتخب البلغاري بالقاهرة في أول مباراة للمنتخب تحت قيادة شحاتة. ثم حقق الفريق الفوز على نظيره الكوري الجنوبي بهدف نظيف في سيول قبل الفوز على المنتخب البلجيكي برباعية نظيفة بالقاهرة.
أما على صعيد التصفيات المؤهلة لكأس العالم 2006، فقد أنهى المنتخب المباريات المتبقية له بتحقيق 10 نقطة من أصل 15. وكان المنتخب قد حقق مفاجأة بتعادله مع نظيره الكاميروني بهدف لمثله في الجولة الأخيرة للتصفيات لتذهب بطاقة التأهل من الكاميرون للمنتخب الايفواري. وقد شهدت المباراة إضاعة الكاميروني بيير وومي ركلة جزاء في الدقيقة الرابعة من عمر الوقت بدل الضائع.

### أول بطولة إفريقية
استضافت مصر بطولة كأس الأمم الأفريقية 2006 ووقع منتخب مصر في المجموعة الأولى التي ضمت إلى جانبه ليبيا والمغرب وكوت ديفوار. قرر شحاتة ضم كل من حسام حسن -39 عامًا آنذاك- وإبراهيم سعيد لقائمة الفريق المستعد للبطولة بعد غيابهما الطويل عن المنتخب. وعن دور حسام حسن مع الفريق، شدد شحاتة على أهمية وجوده مؤكدا أنه قد يكون في التشكيل الأساسي في أي وقت. وخلال مرحلة المباريات الودية استعدادا للبطولة، حقق المنتخب المصري نتائج ضعيفة كان آخرها الهزيمة من منتخب جنوب إفريقيا بنتيجة هدفين مقابل هدف على ستاد القاهرة الدولي قبل انطلاق البطولة بستة أيام فقط وهو ما أثار قلق المتابعين. من جانبه، اعترف شحاتة بضعف الأداء ولكنه وعد بعلاج الأخطاء قبل بدء البطولة.
نجح المنتخب المصري في احتلال صدارة مجموعته بعد فوزين على كل من ليبيا وكوت ديفوار وتعادل سلبي مع المغرب. ثم تأهل المنتخب بسهولة إلى الدور قبل النهائي للمرة الأولى منذ عام 1998 بعد تغلبه على نظيره الكونغولي بنتيجة 4-1 والتي أحرز حسام حسن إحدى أهدافها. ولكن مباراة قبل النهائي أمام منتخب السنغال كانت اختبارا صعبا لفريق شحاتة، فقد ظلت نتيجتها تشير إلى التعادل الإيجابي 1-1 حتى الدقائق العشر الأخيرة، لكن شحاتة أجرى تبديلا بإدخال عمرو زكي، مهاجم إنبي بدلا من أحمد حسام (ميدو)، مهاجم توتنهام هوتسبر، الذي اعترض على قرار خروجه بأسلوب غير لائق ودخل في مشادة كلامية مع حسن شحاتة. وفور نزوله، استطاع زكي في الدقيقة 81 أن يكافئ شحاتة بتسجيله هدف الفوز من ضربة رأس رائعة إثر تلقيه لعرضية متقنة رفعها أبو تريكة لتنتهي المباراة بنتيجة 2-1 ويتأهل الفريق لملاقاة المنتخب الإيفواري في المباراة النهائية.
بعد مباراة سلبية بلا أهداف طوال 120 دقيقة، استطاع المنتخب المصري حسم المباراة النهائية بفوز عن طريق ركلات الجزاء الترجيحية ليتوج بكأس البطولة الخامسة في تاريخه. وكان المنتخب قد عانى في الدقيقة 17 من المباراة عندما أصيب المدافع القوي وائل جمعة ليقرر شحاتة استبداله بالظهير الأيمن أحمد فتحي، وهو القرار الذي فاجأ المتابعين. ونتيجة لنجاحه في الفوز باللقب الإفريقي، جدد الاتحاد المصري عقد حسن شحاتة وجهازه المعاون في 23 يوليو 2006 وتنتهي مدة العقد الجديد بعد نهاية بطولة كأس الأمم الأفريقية 2008.

### اللقب الثاني على التوالي

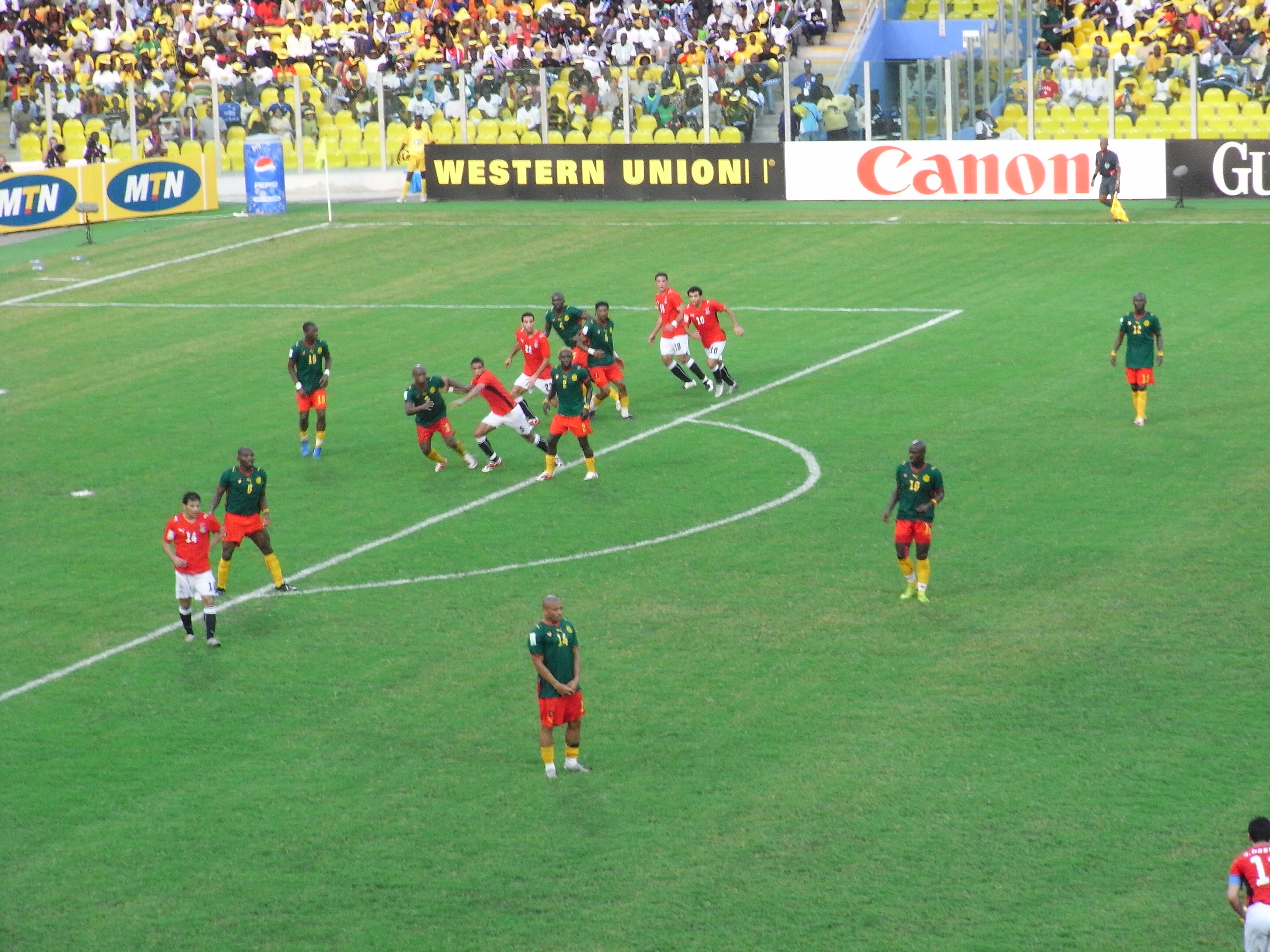
المنتخب المصري في نهائي أمم أفريقيا 2008 أمام الكاميرون

كانت المهمة الثانية لشحاتة مع المنتخب المصري هي التأهل لبطولة كأس الأمم الأفريقية 2008 والمنافسة على لقبها. تعثر المنتخب في مبارياته الخارجية بالتصفيات فتعادل في جميعها أمام منتخبات كل من موريتانيا وبوروندي وبوتسوانا ولكن فوزه في جميع مبارياته بمصر كان كافيا لحجز صدارة المجموعة والتأهل للنهائيات. وفيما عُدَّ استعدادا قويا للبطولة، حقق المنتخب لقب دورة الألعاب العربية الحادية عشرة 2007 المقامة بمصر.
حقق المنتخب المصري نتائج كبيرة وغير متوقعة في البطولة المقامة بغانا. بدأ تلك النتائج بفوز قوامه أربعة أهداف لاثنين أمام المنتخب الكاميروني في أولى مبارياته بالبطولة. أحرز أهداف المنتخب المصري محمد زيدان (هدفين) وحسني عبد ربه (هدفين). وأنهى المنتخب دور المجموعات متصدرا مجموعته بعد فوز آخر على السودان وتعادل مع زامبيا. وبعد فوز صعب على المنتخب الأنغولي في ربع النهائي، حقق المنتخب فوزا تاريخيا على المنتخب الإيفواري في مباراة قبل النهائي بنتيجة 4-1 كان نصيب عمرو زكي منها هدفين. واحتفالا بالتأهل للمباراة النهائية، اتفق سمير زاهر رئيس الاتحاد المصري لكرة القدم مع شحاتة وجهازه المعاون في ليلة المباراة النهائية على تجديد تعاقدهم حتى نهاية فاعليات بطولة الأمم الأفريقية لعام 2010. ثم حقق المنتخب فوزا جديدا على نظيره الكاميروني بهدف نظيف في المباراة النهائية، أحرزه محمد أبوتريكة بعد صناعة محمد زيدان الذي قاتل على الكرة مع مدافع الكاميرون. وبذلك حقق المنتخب المصري لقب البطولة الإفريقية السادسة في تاريخه والثانية على التوالي مع شحاتة. وتكليلا لنجاحاته خلال العام، فاز شحاتة بجائزة الكاف لأفضل مدرب في إفريقيا لعام 2008.
كان المنتخب المصري ومدربه حسن شحاتة قد تعرضا لنقد بالغ قبل وأثناء البطولة. فشكك المتابعون الفنيون قبل بدء البطولة في قدرة المنتخب على الظهور بمظهر مشرف نظرا للأداء المتعثر في التصفيات، ولكن المنتخب حقق اللقب وهو ما عُدَّ مفاجأة. أرجع شحاتة سبب ذلك إلى أن تجمع الفريق لفترة طويلة يجعله أفضل فنيا من التجمعات القصيرة التي تقتصر على 48 ساعة فقط قبل مباريات الفريق في التصفيات على الرغم من أنه يواجه منتخبات ضعيفة أو متوسطة المستوى في التصفيات. كما كان اختيار شحاتة لهاني سعيد لشغل مركز الليبرو موضع انتقاد أيضا بداعي بطئه. ولكن ظهوره بمستوى متميز طوال البطولة دفع الناقد الرياضي بصحيفة الأهرام «محمد سيف الدين» للإشادة به، مؤكدا أنه لاعب مؤثر وأدى دورا هاما في مسيرة الفريق.

### انتصار منقوص
تأهل المنتخب المصري، بعد فوزه القاري في 2008، لبطولة كأس القارات 2009 المقامة في جنوب أفريقيا. بالرغم من مجموعته الحديدية، إلا أن المنتخب قدم نتائج رائعة ظلت عالقة في أذهان مشجعيه. فاستطاع المنتخب تحويل تأخره أمام المنتخب البرازيلي من 3-1 إلى تعادل 3-3 قبل أن يسجل كاكا هدفا رابعا للبرازيل في الدقيقة الأخيرة من المباراة من ضربة جزاء. ثم حقق المنتخب المصري فوزا تاريخيا غير متوقع على المنتخب الإيطالي بطل كأس العالم بهدف نظيف أحرزه محمد حمص، وكان للحارس عصام الحضري دور كبير في خروج شباك المنتخب المصري نظيفة. ولكن خسارة ثقيلة أمام المنتخب الأمريكي بنتيجة 3-0 في ختام دور المجموعات حرمت المنتخب المصري من التأهل للمربع الذهبي.
ولكن النتائج الجيدة بكأس القارات أعقبها إخفاق التأهل لبطولة كأس العالم 2010. بعد التساوي في كل شيء، لجأ المنتخب المصري لمواجهة نظيره الجزائري في مباراة فاصلة أقيمت في 18 نوفمبر 2009 بالسودان. انتهت المباراة التي صاحبها اضطرابات وتوتر سياسي بين البلدين بخسارة المنتخب المصري بهدف للا شيء. وبالرغم من عدم التأهل لمونديال 2010، إلا أن الاتحاد المصري لكرة القدم اتفق مع شحاتة وجهازه الفني على تجديد تعاقدهم في 5 ديسمبر 2009 ليمتد حتى نهاية كأس الأمم الأفريقية لعام 2012.

### ثلاثية إفريقية غير مسبوقة
لم يكن قرار حسن شحاتة بضم محمد ناجي (جدو)، مهاجم الاتحاد السكندري، لقائمة الفريق المشاركة في بطولة كأس الأمم الأفريقية 2010 أمرا متوقعا ولا حتى للاعب لنفسه. وكان استبعاد لاعب الإسماعيلي محمد حمص، محرز هدف الفوز على إيطاليا بكأس القارات 2009، من القائمة أمرا مفاجئا أيضا. كما أثار خروج ميدو من القائمة النهائية ردود فعل غاضبة.
بدأ المنتخب المصري البطولة المقامة بأنغولا بداية قوية إذ فاز على نظيره النيجيري بنتيجة 3-1. ثم نجح المنتخب في تصدر مجموعته محققا العلامة الكاملة ليقابل المنتخب الكاميروني في دور ربع النهائي. انتهى الوقت الأصلي للمباراة بالتعادل الإيجابي 1-1 قبل أن يضيف المنتخب المصري هدفين عن طريق محمد ناجي (جدو) وأحمد حسن ليحقق فوزا صعبا. ثم حقق المنتخب المصري فوزا تاريخيا على نظيره الجزائري بنتيجة 4-0 قبل أن يفوز على منتخب غانا في المباراة النهائية بهدف نظيف أحرزه محمد ناجي (جدو) قبل نهاية المباراة بأربع دقائق فقط.
وبذلك حقق المنتخب المصري عدة أرقام قياسية. فقد عزز رقمه القياسي بإحرازه لقب البطولة الأفريقية للمرة السابعة في تاريخه، فيما أصبح حسن شحاتة أول مدرب يحرز البطولة ثلاث مرات متتالية، كما أصبح أحمد حسن وزميله حارس المرمى عصام الحضري أول لاعبين في أفريقيا يتوجان بالبطولة أربع مرات. وبات المنتخب المصري أول فريق يتوج باللقب الأفريقي ثلاث مرات على التوالي في تاريخ المسابقة. أما محمد ناجي (جدو)، مفاجأة شحاتة في البطولة، فقد حصل على لقب «اكتشاف البطولة» بالإضافة لتصدره جدول هدافي المسابقة برصيد خمسة أهداف، رغم أنه لم يشارك في التشكيل الأساسي للفراعنة في أي من مباريات البطولة.
ونتيجة لتتويجه الإفريقي، قفز المنتخب المصري إلى المركز العاشر في تصنيف الاتحاد الدولي لكرة القدم (فيفا) لشهر فبراير 2010، وهو أفضل ترتيب يحققه منتخب إفريقي في التاريخ بعدما احتل منتخب نيجيريا الذهبي المركز الخامس عام 1994. ثم تقدم المنتخب المصري للمركز التاسع في تصنيف شهر يوليو 2010.

### الاستقالة
أعلن سمير زاهر، رئيس الاتحاد المصري لكرة القدم، إنهاء عقد حسن شحاتة وجهازه الفني من تدريب المنتخب المصري بصورة ودية في 6 يونيو 2011 عقب تضاؤل آمال مصر تماما في التأهل إلى كأس الأمم الأفريقية 2012 بالتعادل مع منتخب جنوب إفريقيا سلبيا في ستاد الكلية الحربية بالقاهرة. وبذلك أسدل الستار على مسيرة شحاتة مع المنتخب المصري التي بدأت في أكتوبر 2004 وتخللها 96 مباراة، فاز المنتخب في 61 وتعادل في 17 وخسر في 18 وأحرز 190 هدفا واستقبل 81 هدفا واعتمد على 100 لاعب كان أكثرهم مشاركة هو المدافع وائل جمعة.

## تدريب الزمالك
تولى حسن شحاتة مهمة المدير الفني للفريق الأول لكرة القدم بنادي الزمالك في يوم 12 يوليو 2011 خلفاً للمدير الفني السابق حسام حسن، وأعلن عن التعاقد في اليوم التالي.

## تدريب العربي القطري

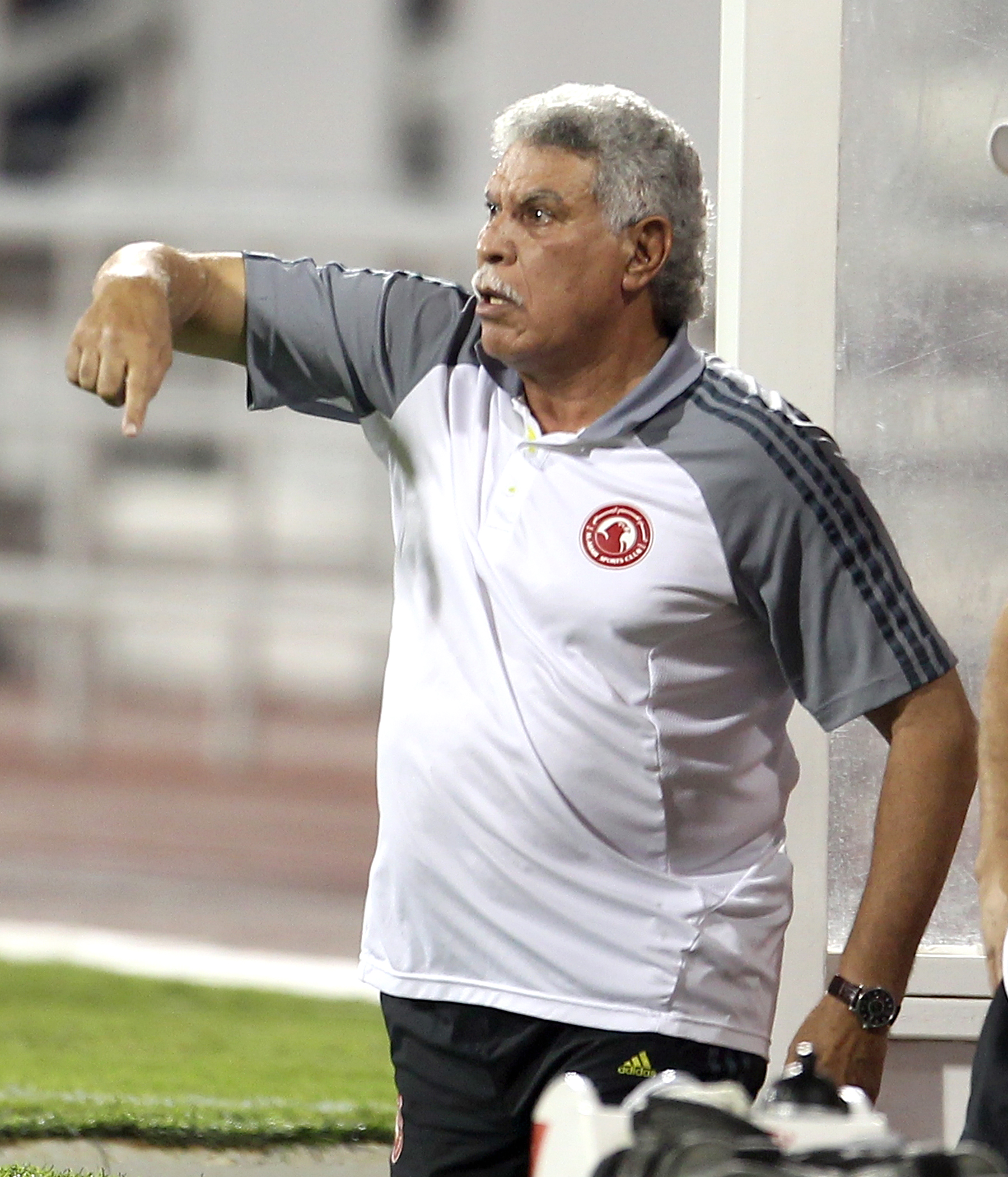
حسن شحاتة مدربا للعربي القطري في 2012

في يوم الثلاثاء الموافق 9/10/2012 تعاقد حسن شحاتة على تدريب العربي القطري خلفا للفرنسي بيار لوشانتر.

## أزمات وانتقادات

### توتر العلاقة مع الاتحاد المصري
تميزت علاقة حسن شحاتة مع بعض مسؤولي الاتحاد المصري لكرة القدم بالتوتر خصوصا في المراحل الأولى من تدريبه المنتخب المصري. ففي خلال لقاء تلفزيوني في 2010 قال شحاتة «كان هناك تربص كبير بي وكانوا يرغبون في إقالتي، وأحد أعضاء المجلس أخبرني أنهم سيقومون بإقالتي في حال خسرت مصر أمام الكاميرون في ياوندي في آخر مبارياتنا في تصفيات كأس العالم 2006، رغم أننا كنا ودعنا التصفيات مبكرا». وقال إن الموقف تكرر قبيل بطولة كأس الأمم الأفريقية 2006، إذ إن أحد مسؤولي الاتحاد قد فاوض المدير الفني البرتغالي مانويل جوزيه. وكانت الاجتهادات الصحفية تشير حينها لتوتر العلاقة بين شحاتة ونائب رئيس الاتحاد أحمد شوبير. وهو ما استدعى شوبير لنفي ذلك حينها إذ صرح في 1 مارس 2006 قائلا «لا توجد خلافات مع شحاتة، وأطالب بتجديد التعاقد معه».
وبعد بطولة أفريقيا 2008، صرح شحاتة مجددا بأنه أبدى سابقا ندمه على تجديد عقده مع المنتخب لأن التشكيك في مستوى المنتخب والجهاز الفني يأتي من «داخل البيت» (يقصد من داخل الاتحاد) وليس من الخارج وهو ما يسبب له مرارة كبيرة رغم أن النجاح يعود للجميع دائمًا بمن فيهم هؤلاء المشككين. وهو ما أكده رئيس الاتحاد أحمد شوبير فيما بعد، إذ صرح في مارس 2009 «أنقذت شحاتة من الإقالة، ففي أحد اجتماعات مجلس الإدارة وجدت مناقشة لاتخاذ قرار بإقالته ولكنني كنت ضد هذا الاتجاه».

### الأزمة مع ميدو

اللاعب أحمد حسام (ميدو) اعترض على تبديله، حسب زعمه، بصورة غير لائقة في إحدى المباراة.

عندما أجرى حسن شحاتة تبديلا بخروج أحمد حسام (ميدو) ونزول عمرو زكي مكانه في إحدى مباريات بطولة كأس الأمم الأفريقية 2006، احتج ميدو على التبديل بصورة غير لائقة. وقد وقع الاتحاد المصري عقوبة الإيقاف لمدة 6 أشهر على اللاعب لما بدر منه.
توترت العلاقة بين الرجلين مجددا قبيل بطولة كأس الأمم الأفريقية 2010 عندما استبعد شحاتة ميدو من القائمة النهائية بعد استدعائه للقائمة الأولية المستعدة للبطولة. ولكن اعترض ميدو بشدة على طريقة استبعاده قائلا «علمت باستبعادي عن طريق المواقع الإلكترونية، ولا أعتقد أن هذا هو الأسلوب الأمثل ليتبعه الجهاز الفني للمنتخب»، مضيفا أنه شعر بالإهانة. وانتقد حسام حسن، مدرب ميدو، حسن شحاتة على طريقة استبعاد ميدو. ومن جانبه، قال الجهاز الفني لمنتخب مصر: «القرار جماعي من الجهاز الفني للمنتخب، ولا علاقة له بالتزام اللاعب من عدمه، بل لأسباب فنية».

### موقفه من ثورة 25 يناير
تعرض حسن شحاتة المدير الفني لمنتخب مصر للانتقاد بسبب موقفه المؤيد للرئيس المصري السابق حسني مبارك أثناء ثورة 25 يناير. وقد ظهر شحاتة وبجانبه أحمد سليمان عقب الخطاب الثاني للرئيس المصري السابق حسني مبارك في ميدان مصطفى محمود مدافعاً عن الرئيس المصري السابق.
 وقد رد حسن شحاتة على كل ما ظهر قائلاً إنه كان مؤيدا للثورة ولكن تأييده لمبارك كان لمجرد الوفاء لأنه رمز من رموز مصر ولا يصح ما سمع من الإهانات التي وجهت للرئيس السابق.

## الألقاب

### كلاعب
نادي الزمالك
- الدوري المصري الممتاز: 1977–78

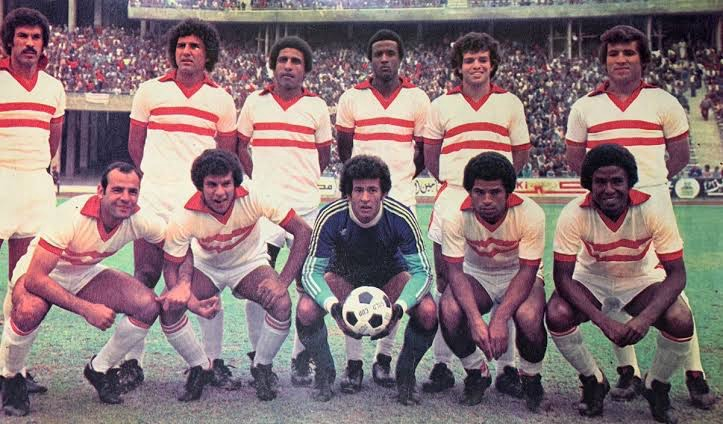
صورة حسن شحاتة ضمن تشكيلة نادي الزمالك بعد الفوز بالدوري المصري

- كأس مصر: 1974–75، 1976–77، 1978–79
- كأس أكتوبر: 1974[74]

منتخب مصر
- كأس فلسطين للأمم: 1975

ألقاب فردية
- هداف الدوري المصري الممتاز: 1976-77، 1979-80.
- الفرانس فوتبول: ثالث أفضل لاعب إفريقي لعام 1974.
- أفضل لاعب في آسيا لعام 1970.
- أفضل لاعب في كأس الأمم الإفريقية 1974.
- أفضل لاعب في مصر 1976.
- وسام الجمهورية من الدرجة الأولى عام 1980.

### كمدرب
منتخب مصر
- كأس الأمم الأفريقية: 2006، 2008، 2010.
- دورة الألعاب العربية: 2007.
- دورة حوض وادي النيل: 2011.

منتخب مصر تحت 20 سنة
- كأس الأمم الأفريقية للشباب: 2003.

نادي الوصل:
- الدوري الإماراتي للمحترفين: 1987–88
- كأس رئيس الدولة: 1987

نادي المقاولون العرب:
- كأس مصر: 2003-2004.
- كأس السوبر المصري 2004.

نادي المنيا
- الصعود للدوري الممتاز.

نادي الشرقية
- الصعود للدوري الممتاز.

نادي منتخب السويس
- الصعود للدوري الممتاز.

إنجازات فردية
- أفضل مدرب في إفريقيا لعام 2008 من قبل الاتحاد الأفريقي لكرة القدم.
- صنف كأفضل مدرب في أفريقيا عام 2010 في ترتيب الاتحاد الدولي لتاريخ وإحصاءات كرة القدم الاتحاد الدولي لتاريخ وإحصاءات كرة القدم.[5]
- اختياره ضمن أفضل 5 مدربين في تاريخ القارة الأفريقية.[6][7]